# Micropholis crotonoides
Micropholis crotonoides är en tvåhjärtbladig växtart som först beskrevs av Jean Baptiste Louis Pierre, och fick sitt nu gällande namn av Jean Baptiste Louis Pierre. Micropholis crotonoides ingår i släktet Micropholis och familjen Sapotaceae. Inga underarter finns listade i Catalogue of Life.